# Thomas-Großzahn-Hirschmaus
Die Thomas-Großzahn-Hirschmaus (Megadontomys thomasi) ist ein Nagetier in der Familie der Wühler, mit einem kleinen endemischen Verbreitungsgebiet im Südwesten Mexikos. Ursprünglich wurden alle Populationen der Gattung Thomas-Hirschmäuse dieser Art zugerechnet.

## Merkmale
Die Exemplare entsprechen in ihrer Statur etwa einem mittelgroßen Vertreter der Amerikanischen Buschratten (Neotoma). Sie sind ohne Schwanz 145 bis 166 mm lang, die Schwanzlänge beträgt 150 bis 185 mm und das Gewicht variiert zwischen 62 und 113 g. Die Hinterfüße sind 31 bis 34 mm lang und die Ohren erreichen 25 bis 28 mm Länge. Oberseits ist dichtes dunkelbraunes Fell vorhanden, das an den Seiten in ein ockerfarbenes bis rehbraunes Fell übergeht. Diese Art hat eine dunkle Schnauze, dunkle Wangen und eine cremefarbene Unterseite. Typisch sind Füße, die über dem Sprunggelenk dunkel und darunter weiß sind, sowie ein dunkler Schwanz. Die äußeren Unterschiede zu den etwas dunkleren anderen Arten der Gattung sind nur bei vielen Vergleichsexemplaren erkennbar. Deutliche Abweichungen finden sich im genetischen Bereich.

## Verbreitung
Das Verbreitungsgebiet liegt im Gebirge Sierra Madre del Sur im Bundesstaat Guerrero in Mexiko. Die Thomas-Großzahn-Hirschmaus hält sich zwischen 3000 und 3500 Meter Höhe auf. Sie lebt in Wolken- und Nebelwäldern, in Wäldern, die von Eichen oder Kiefern dominiert werden, sowie in Mischwäldern mit diesen beiden Pflanzengattungen. Die Exemplare halten sich auf dem Grund auf, der durch dichte Sträucher und Kletterpflanzen gekennzeichnet ist.

## Lebensweise
Für diesen nachtaktiven Wühler werden vorwiegend Pflanzensamen als Nahrung angenommen. Paarungsbereite Männchen und Weibchen mit aktiven Milchdrüsen würden zu unterschiedlichen Zeiten zwischen Frühjahr und Spätherbst registriert. Weibchen gebären meist Zwillinge. In Gefahrensituationen kann die Art auf Bäumen klettern.

## Gefährdung
Der Bestand wird durch Waldrodungen bedroht. Politische Konflikte im Zusammenhang mit Anbau von Drogenpflanzen verhindern gezielte Schutzmaßnahmen. Laut Schätzungen hat die Thomas-Großzahn-Hirschmaus noch genügend Rückzugsgebiete, so dass die Gesamtpopulation stabil bleibt. Die IUCN listet die Art aufgrund der begrenzten Verbreitung als stark gefährdet (endangered).